# Villa Vogelhaus
Die Villa Vogelhaus steht in der Burgstraße 5 im Stadtteil Niederlößnitz der sächsischen Stadt Radebeul. Sie wurde mit einem Nebengebäude auf Antrag des Vogelhändlers August Georg Brühl nach dem Juli 1900 durch das Bauunternehmen des Baumeisters Ernst Claus errichtet.

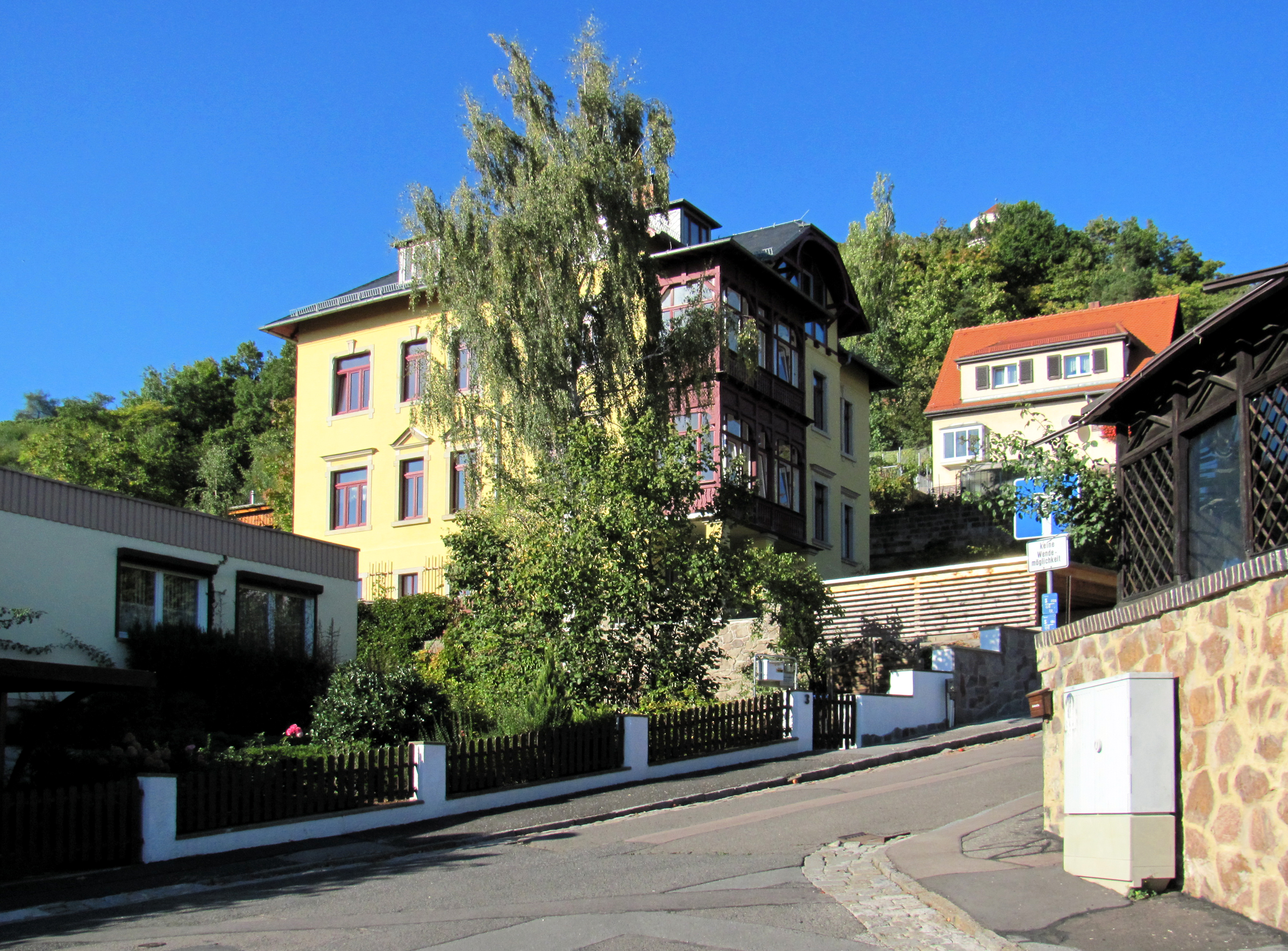
Villa Vogelhaus

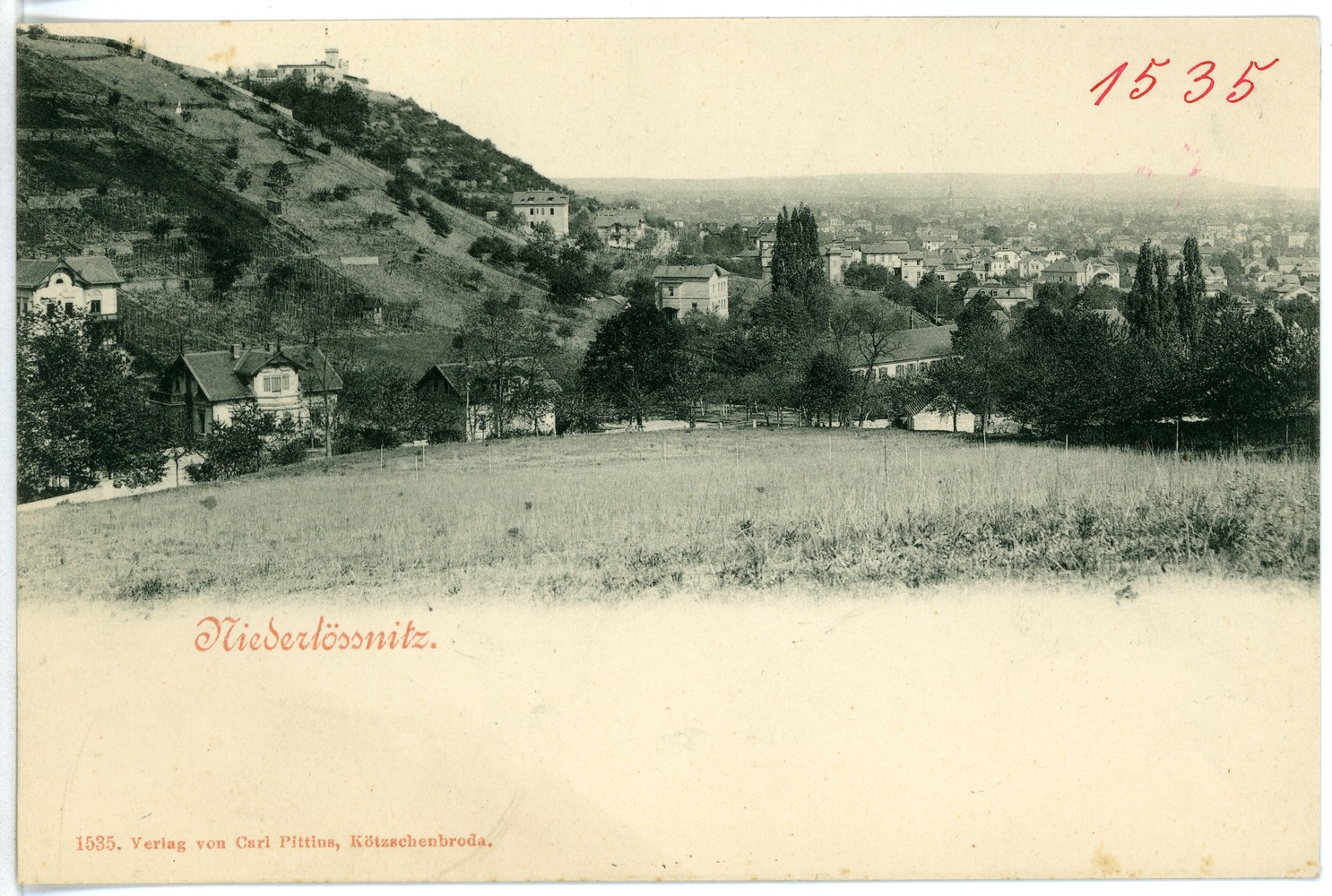
Villa Vogelhaus (1901), rechts unterhalb der Friedensburg

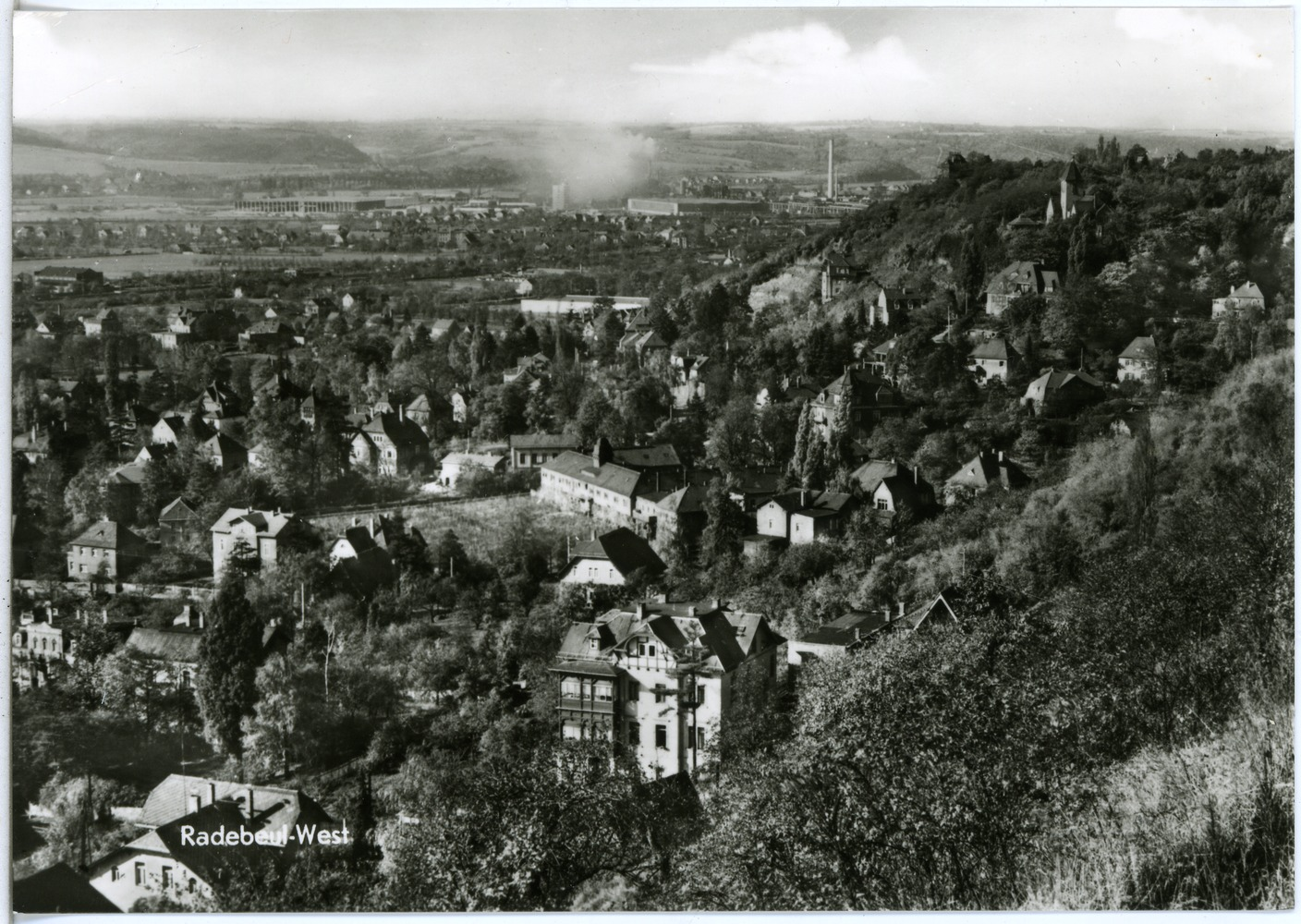
Villa Vogelhaus, von der Friedensburg aus (Bildmitte unten, 1971); darüber die Sektkellerei Bussard

## Beschreibung
Die denkmalgeschützte Mietvilla inmitten des Denkmalschutzgebiets Historische Weinberglandschaft Radebeul ist ein stattliches Wohnhaus in Hanglage unterhalb des Radebeuler Wasserturms beziehungsweise der Friedensburg.
Zur Talseite ergibt sich ein Souterraingeschoss in einem Bruchstein-Sockel, darüber befinden sich zwei verputzte Vollgeschosse mit Sandsteingliederungen und ein ausgebautes Dachgeschoss in einem abgeplatteten, verschieferten Walmdach. Richtung Tal stehen zwei Risalite mit „auffällige[n]“ Sparrengiebeln mit Sprengwerk, einer als Satteldach, einer als Krüppelwalm. Zwischen den Risaliten steht eine zweigeschossige, verglaste Holzveranda.

## Weitere Bauten von Ernst Claus in Niederlößnitz
- 1897–1899: Entwurf und Bauleitung Mietvilla Heinrich Gerhardt, Borstraße 4, Ausführung durch Adolf Neumann, ab 1898 Gebrüder Große
- 1901: Ausbau Villa Hohe Straße 45
- 1904/1905: Villa Ernst Louis Kempe, Bodelschwinghstraße 8
- 1906/1907: Haus im Garten, Paradiesstraße 58, Entwurf Otto Rometsch
- 1910: Ausbau Villa Dora
- 1911: Ausbau Villa Heinrich Golles, Heinrich-Zille-Straße 55 in Kötzschenbroda
- 1914: Ausbau Mietvilla Robert Wilhelm Häbold, Paradiesstraße 5
- 1914–1916: Wohnhaus Finstere Gasse 4